# 膨胀短跗蛛
膨胀短跗蛛（学名：Moneta tumida）为球蛛科短跗蛛属的动物。在中国大陆，分布于云南等地。该物种的模式产地在云南思茅。